# TGV Atlantique
A TGV Atlantique egy nagysebességű villamos francia motorvonat.
Az SNCF TGV Atlantique motorvonatot az Alstom cég gyártotta 1988 és 1992 között. Ez a szerelvény egy második generációs TGV, a TGV hálózat Sud-Est nevű nagysebességű vonalon közlekedik.
A 105 kétáramnemű szerelvényt gyártottak az LGV Atlantique megnyitására és a szolgáltatás beindítására 1989-ben. Hosszuk 237,5 méter, szélességük 2,9 méter. Tömegük 444 tonna, és 485 férőhelyes a két vonófejből és tíz betétkocsiból álló szerelvény. Maximális sebességük 320 km/h, teljesítményük 8800 kW 25 kV 50 Hz-es áramrendszernél (más áramrendszereknél a teljesítmény jóval alacsonyabb).

## Világrekord
Egy módosított Atlantique motorvonat tartotta majdnem 17 évig a vasúti sebességrekordot, miután 1990-ben az új LGV vonalon 515,3 Km/h sebességgel száguldott. A vonatot több ponton módosították. A szerelvény hosszát lecsökkentették két hajtófejre és három kocsira, hogy javítsák a teljesítmény/súly arányt. Három kocsi, köztük a bárkocsi középen, volt a legkisebb lehetséges összeállítása a TGV-nek. A rekordkísérlet sikerült: a szerelvény több mint 515 Km/h sebességgel száguldott! Ezt a rekordot csak 2007-ben sikerült megdöntenie a TGV POS motorvonatnak.